# Madhuca hainanensis
Madhuca hainanensis là một loài thực vật có hoa trong họ Hồng xiêm. Loài này được Chun & F.C.How mô tả khoa học đầu tiên năm 1958.